# Allophylus agbala
Allophylus agbala là một loài thực vật]] thuộc họ Sapindaceae. Đây là loài đặc hữu của Cộng hòa Dân chủ Congo.